# Donzell de ratpenat
El donzell de ratpenat (Coenagrion pulchellum) és una espècie d'odonat zigòpter europeu de la família Coenagrionidae, present a Catalunya.
El seu comportament és molt similar al d'altres cenagriònids; en general es manté prop de la vegetació. Els immadurs volten sovint pels prats adjacents o zones cobertes d'herba sense tallar.

## Descripció
El mascle té un distintiu en forma de "copa de vi" al segon segment de l'abdomen. Es tracta d'una marca en forma d'U de color negre amb una línia negra que uneix la banda negra estreta terminal del segment. Això el distingeix del donzell de ferradura (Coenagrion puella) que té la forma d'U, però una no té cap línia que connecta la banda terminal estreta.

## Distribució
El donzell del ratpenat es distribueix per tot Europa. És dispers i poc comú a la Gran Bretanya, però molt estès i comú a Irlanda.

## Galeria

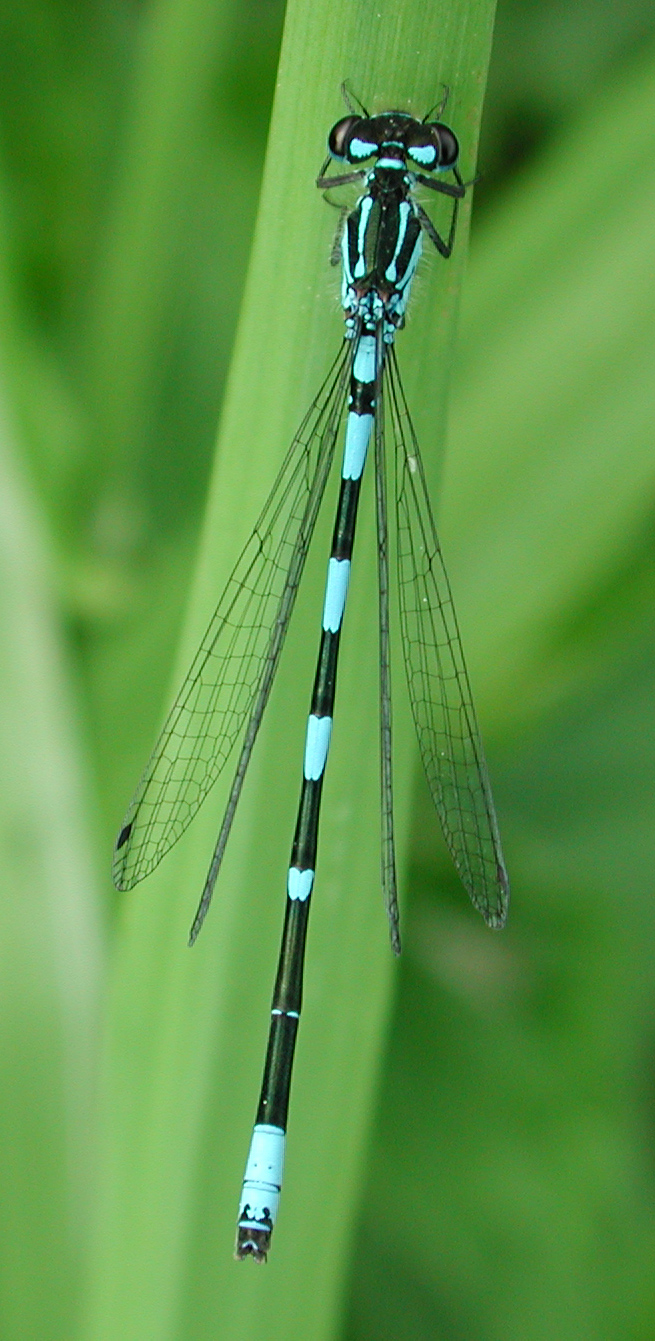
Coenagrion pulchellum mascle
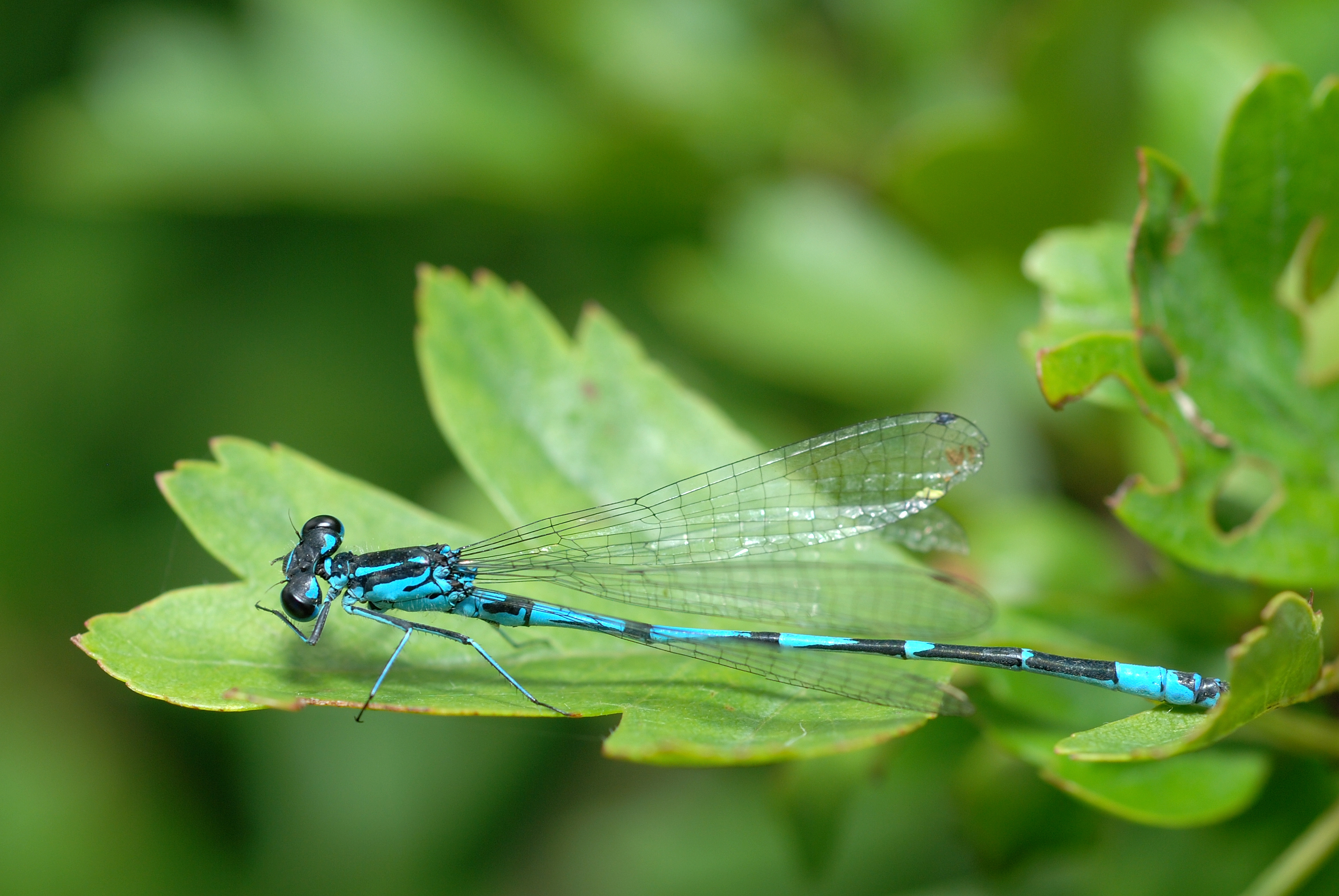
Coenagrion pulchellum mascle
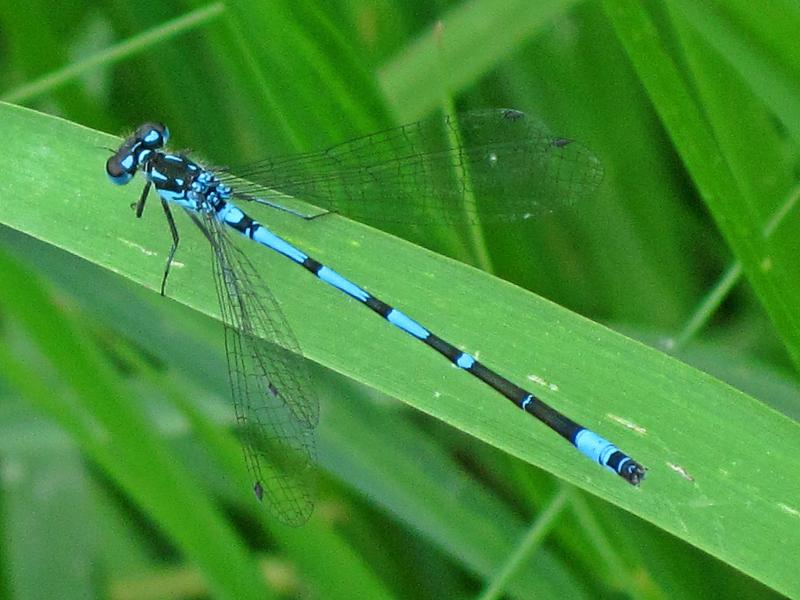
Coenagrion pulchellum
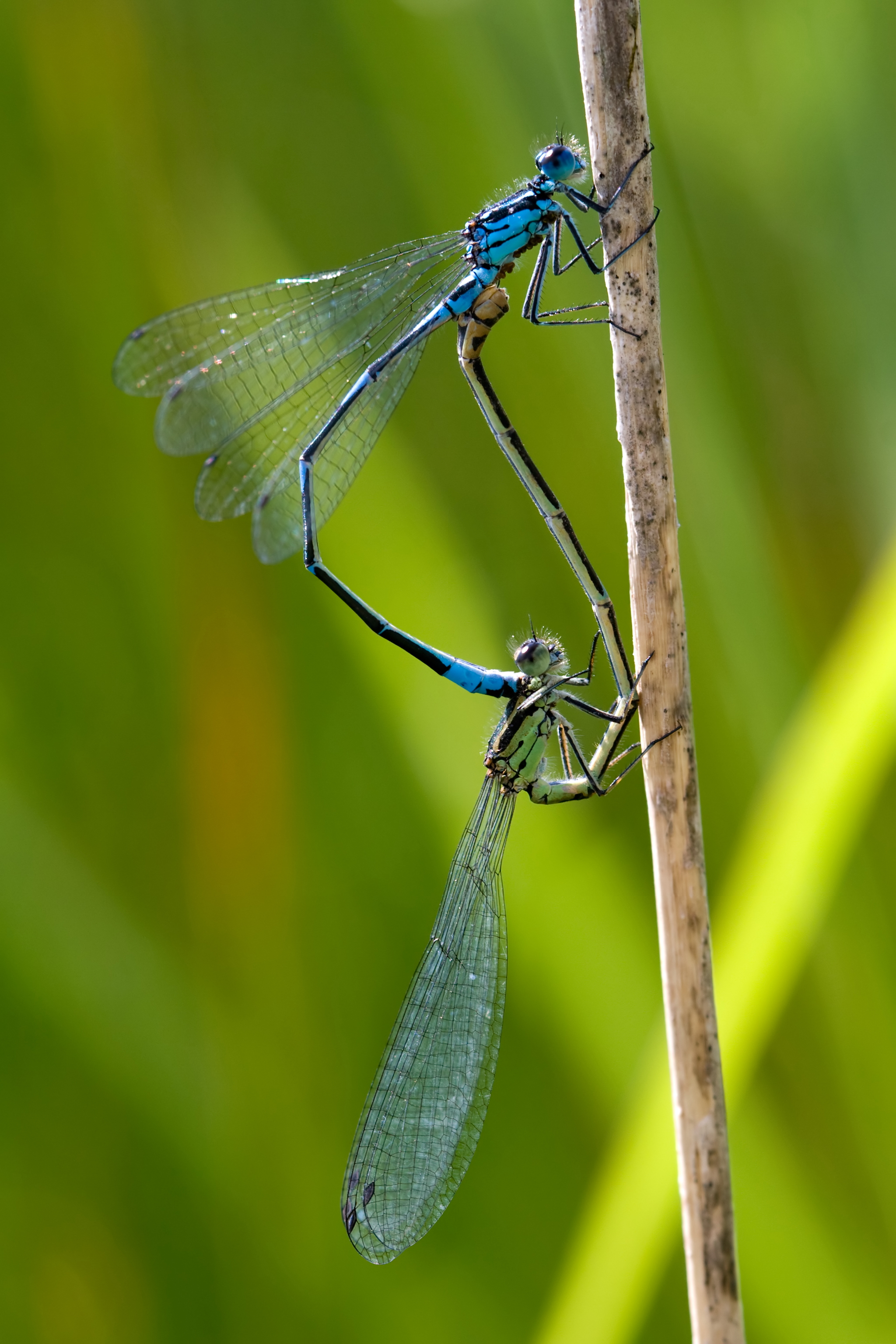
Coenagrion pulchellum còpula
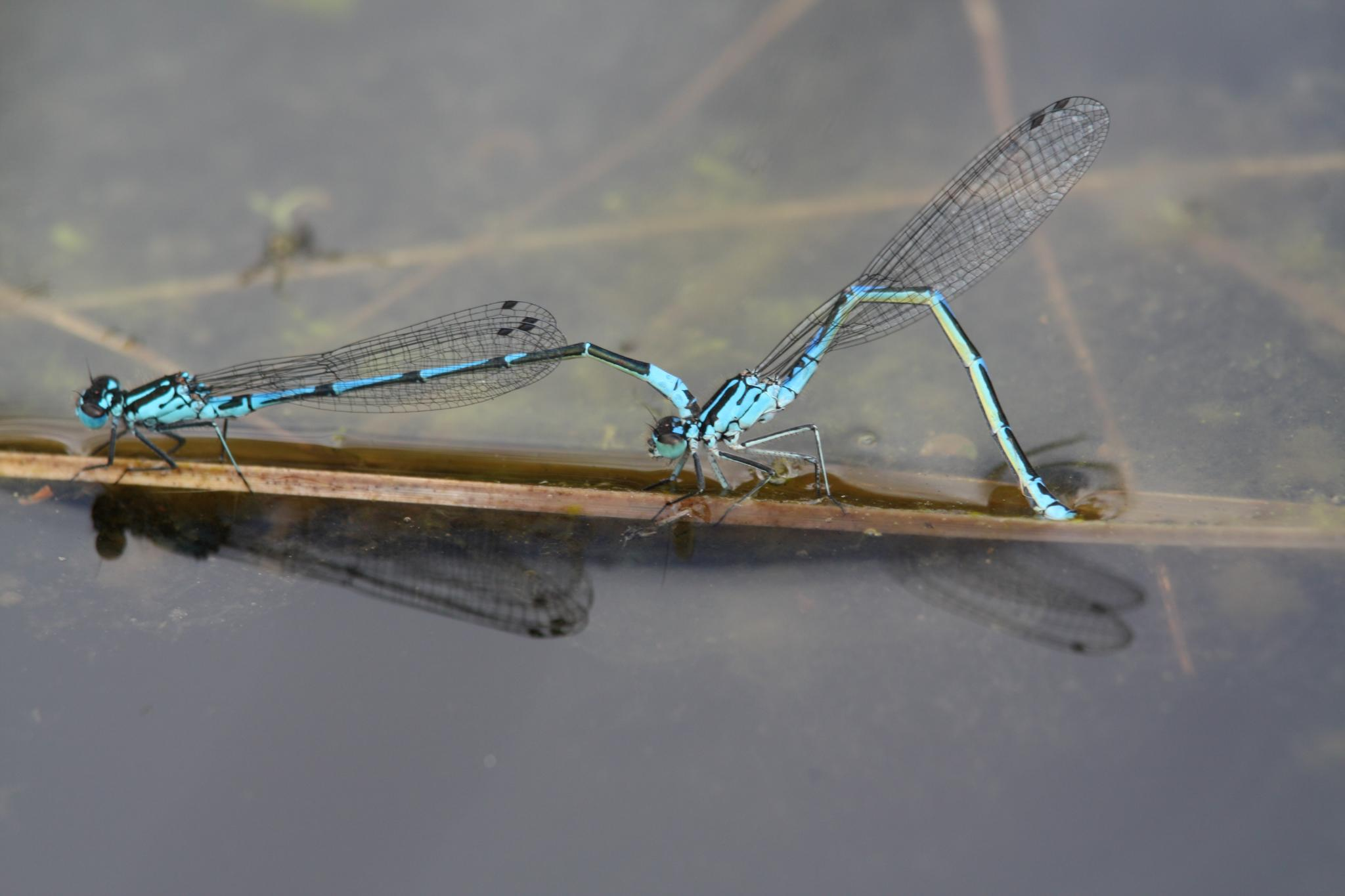
Coenagrion pulchellum posta